# Geraniolo
Il geraniolo è un alcol terpenico (monoterpene aciclico) alifatico presente in molte essenze estratte da piante. È un liquido oleaginoso, incolore, talvolta giallastro, dall'odore piacevole. È facilmente solubile in etanolo ed in etere e trova applicazione in profumeria. Il suo isomero cis è il nerolo.
Caratterizza l'aroma di alcuni malvasia ed altri vini rossi.
Viene estratto dai fiori e dalle foglie di geranio di cui è un principio insieme al citronellolo, al linalolo, al α-terpineolo ed al metil-eugenolo.
Il geraniolo si trova in natura anche nella verbena, nel mirto e nella melissa officinalis. A livello alimentare lo si può trovare nell'arancia, nel bergamotto, nella noce moscata, nella carota e nel mirtillo.

## Proprietà biologiche
Il geraniolo sembra dotato di proprietà chemiopreventive nei confronti di certe neoplasie e delle malattie cardiovascolari.
Una di questi è la modulazione dei livelli di colesterolo per azione sull'enzima HMG-CoA reduttasi. Inoltre può modulare direttamente la permeabilità della membrana cellulare, la sintesi delle poliammine (mediatori endogeni della proliferazione) e l'attivazione delle chinasi ciclo-dipendenti.
Sperimentalmente è attivo verso i tumori intestinali ed il carcinoma mammario, e sinergizza con i farmaci attivi contro questi tipi di neoplasie (come il 5-fluorouracile).